# Санхэттен

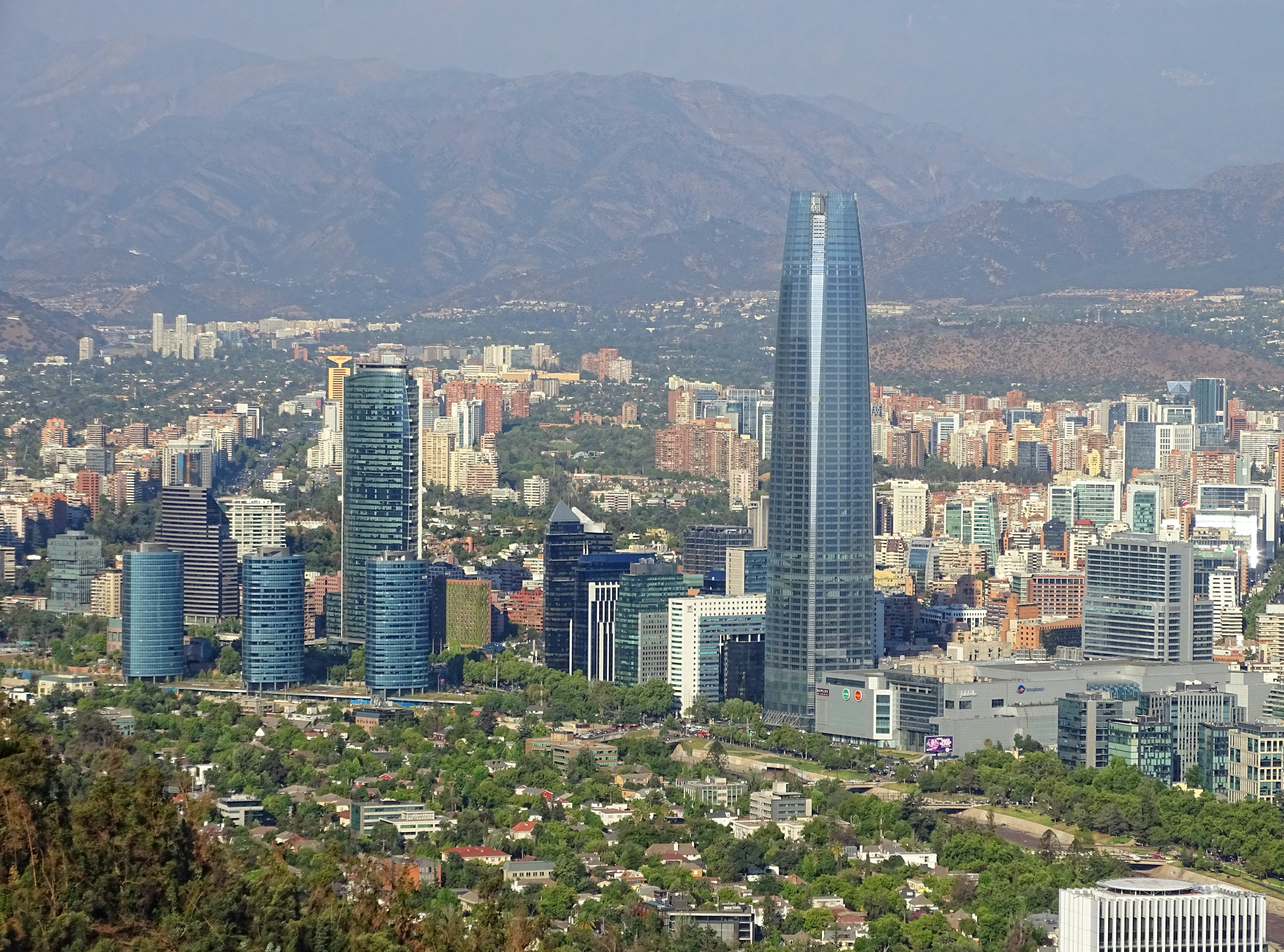
Вид на финансовый центр Сантьяго с холма Сан-Кристобаль.

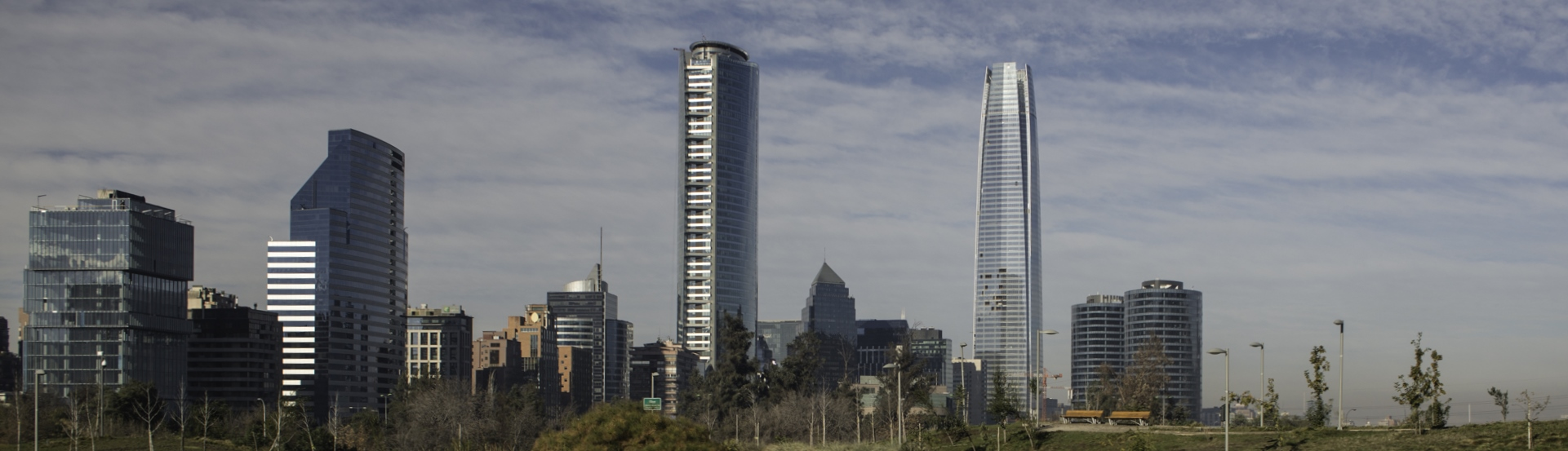
Санхэттен, ноябрь 2013.

Санхэттен (получено слиянием слов Сантьяго и Манхэттен) — популярное название финансового района Сантьяго, столицы Чили, расположенного в пределах коммун Лас-Кондес, Провиденсия и Витакура в восточной части города.

## Транспорт
На юге сектор граничит со станциями Tobalaba, El Golf, Alcántara и Escuela Militar линии 1 метро Сантьяго. К северу находится шоссе Костанера Норте, которое пересекает этот район с востока на запад. Наконец, туннель Сан Кристобаль позволяет облегчить связь сектора с деловыми и жилыми районами в северной части города.

## Основные здания

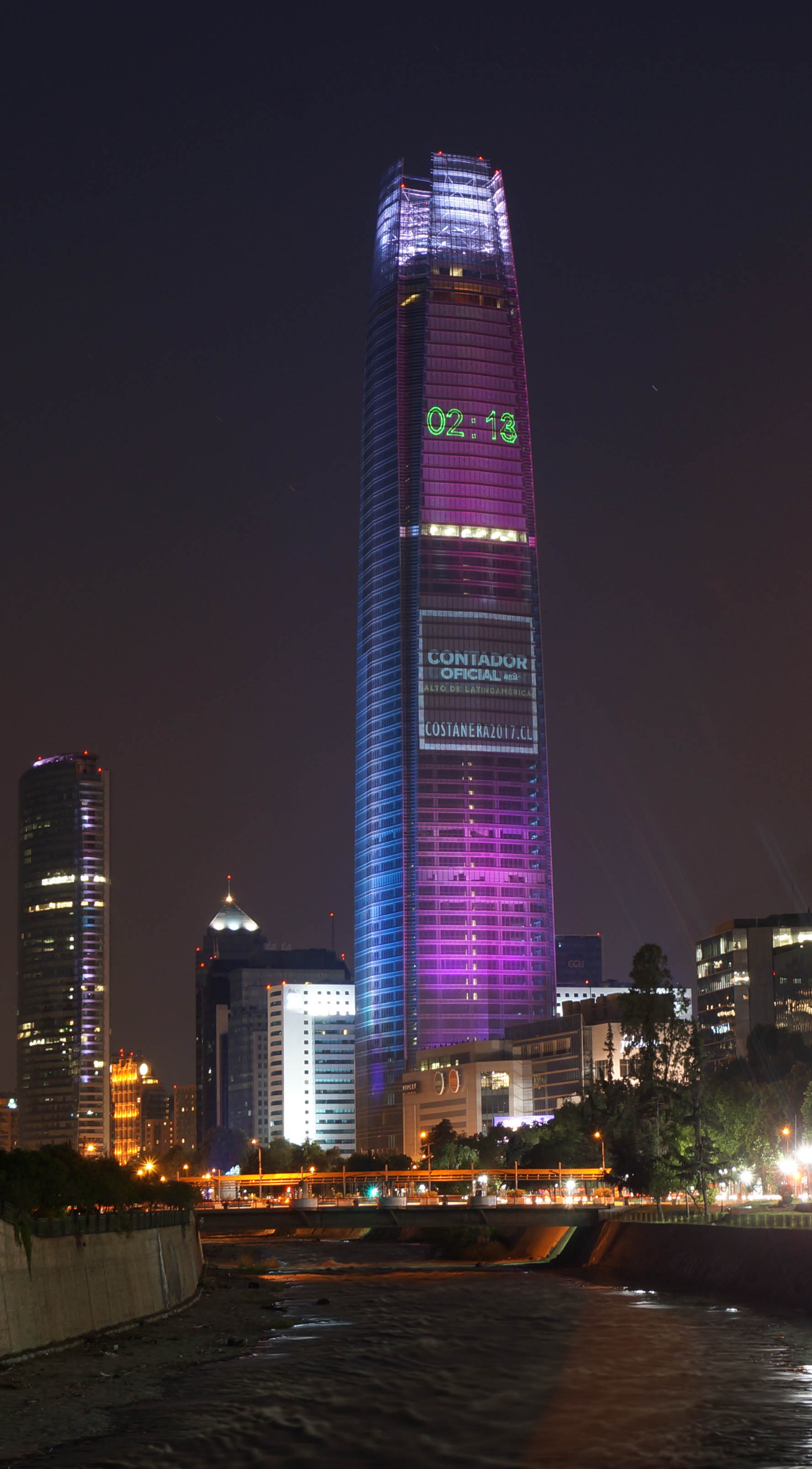
Гран-Торре-Сантьяго

### Costanera Center
Costanera Center — это комплекс, состоящий из четырёх зданий, расположенных на пересечении авениды Андрес Бельо с Нуэва Тахамар в нескольких метрах от станции метро Tobalaba. Его центральное здание — 70-этажный небоскрёб Гран-Торре-Сантьяго общей площадью 120 000 м² и высотой 300 метров, оснащённый 48 скоростными лифтами, которые перемещаются со скоростью 6,6 м/с. В группе зданий, принадлежащей компании Cencosud, также есть шестиэтажный торговый центр и отели пяти и четырёх звёзд.

### Центр международной торговли Сантьяго
Центр международной торговли, расположенный на авениде Нуэва Тахамар, 481, является основной бизнес-сетью Сантьяго. Здание стоимостью около 50 млн долларов США было построено между 1995 и 1996 годами и имеет 180 офисов, где ежедневно работает 3000 человек.

### Torre de la Industria
Torre de la Industria — 33-этажное офисное здание высотой 120 метров, имеющее пирамидальную вершину. Оно было построено в 1994 году и являлось самым высоким в Чили до 1996 года.

### Torre Titanium
Titanium La Portada — это второй по высоте небоскрёб Чили, расположенный на границе коммун Витакура, Провиденсия и Лас-Кондес на авениде Андрес Бельо. Его строительство началось в 2006 году и завершилось в 2010. Здание имеет 55 этажей, 18 лифтов и простирается на высоту 200 метров.
Небоскрёб практически не пострадал от землетрясения 2010 года, за исключением одного из боковых выступов, который был как можно скорее отремонтирован.

## Галерея

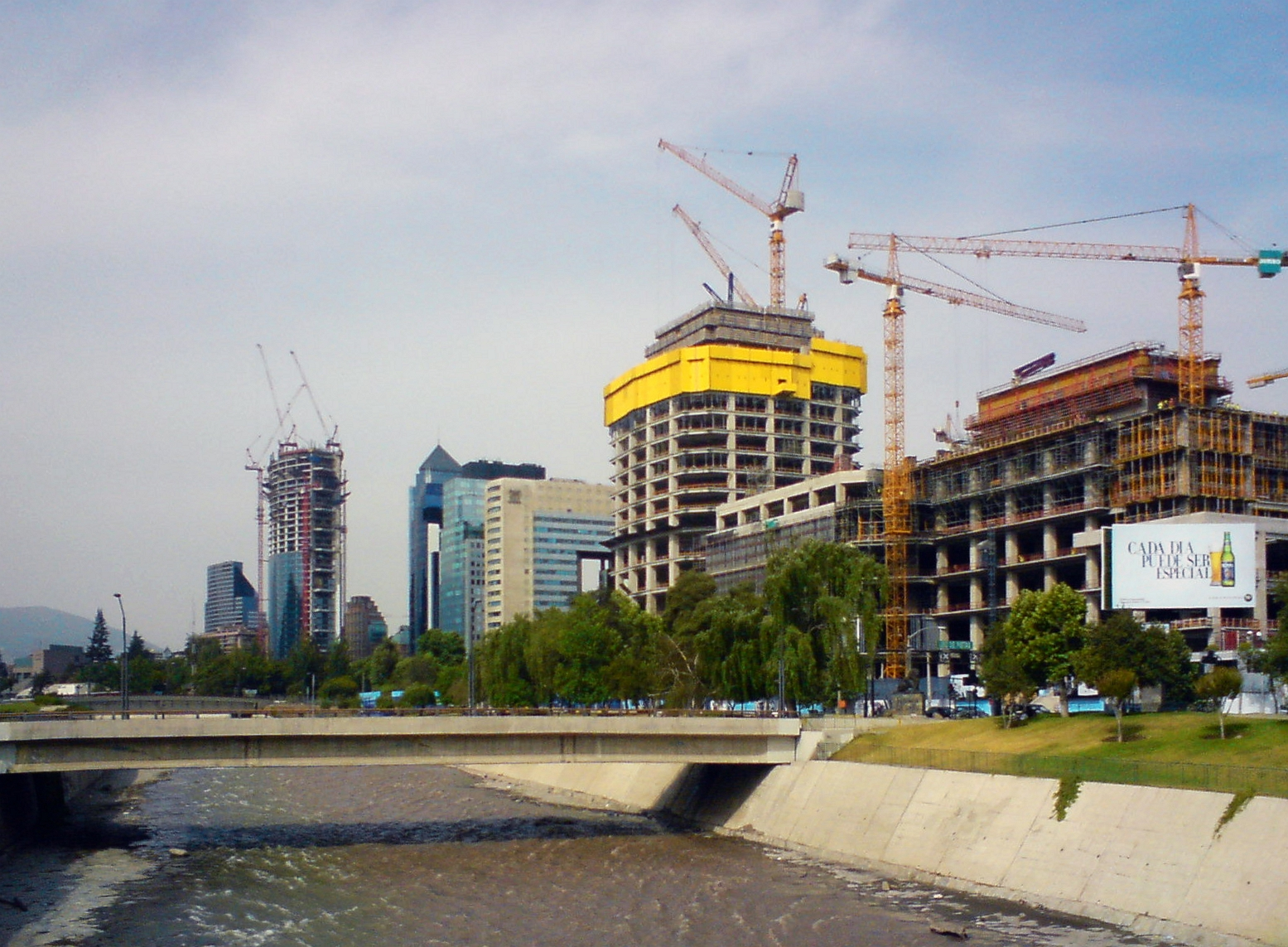
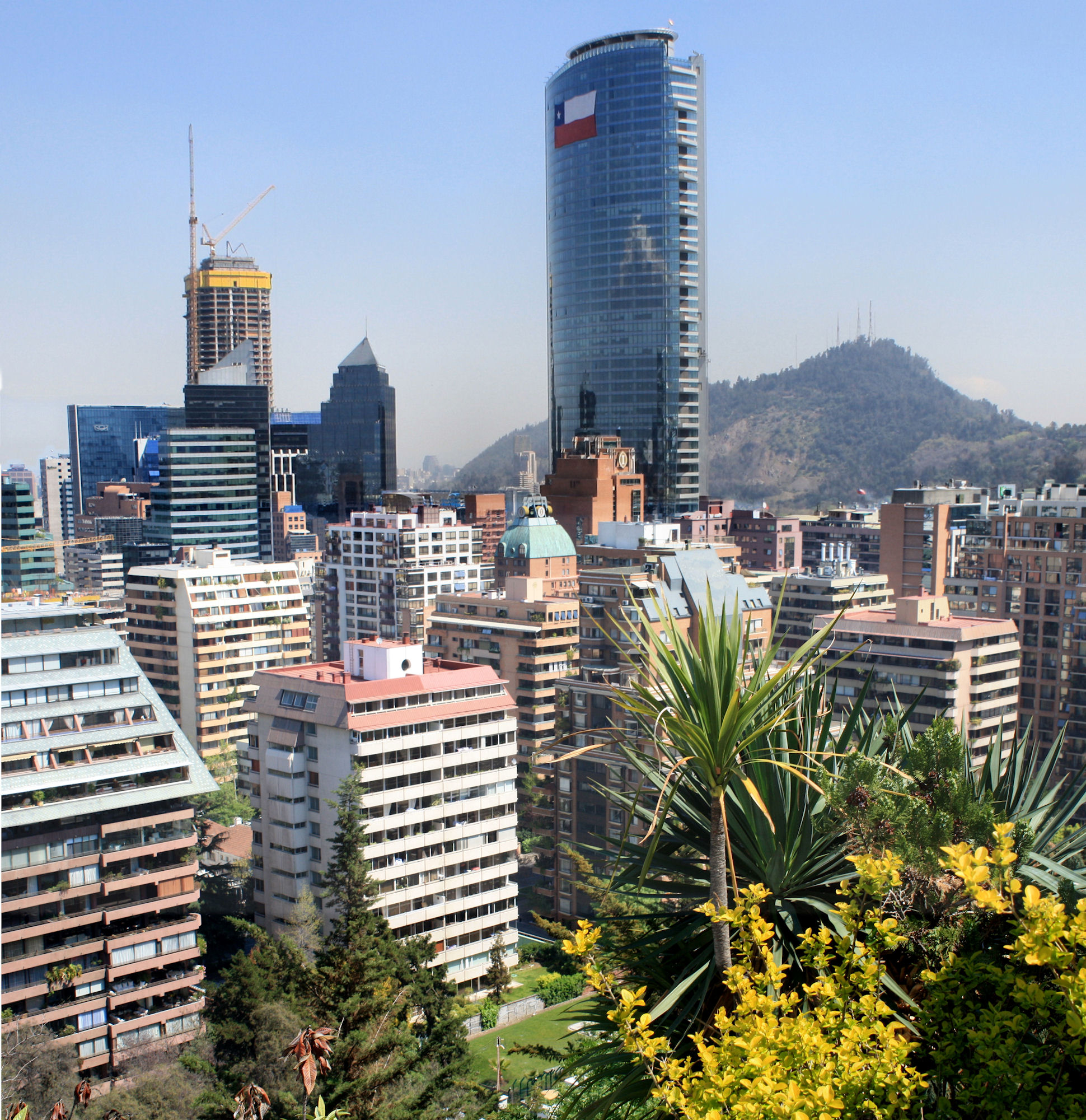
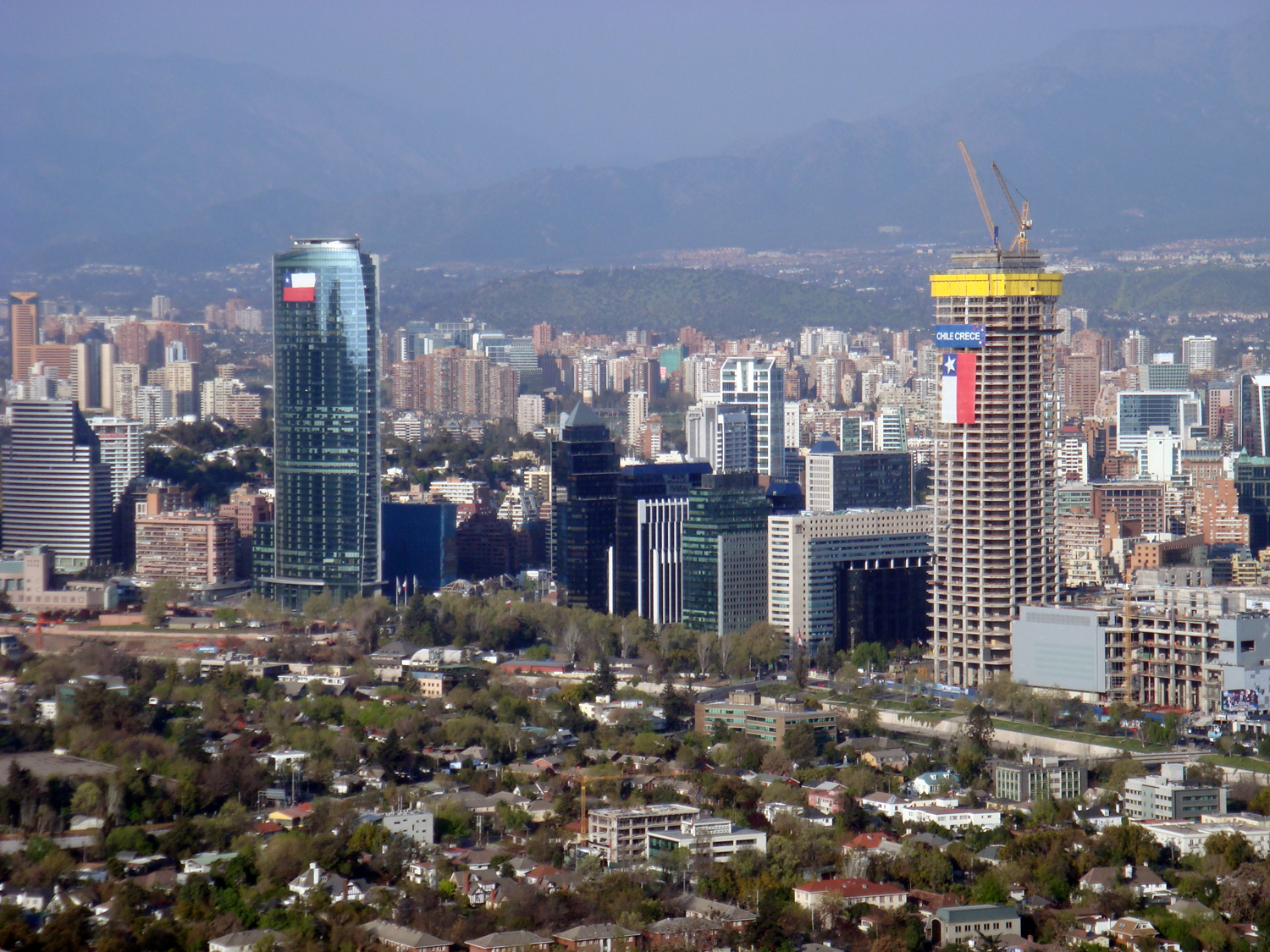
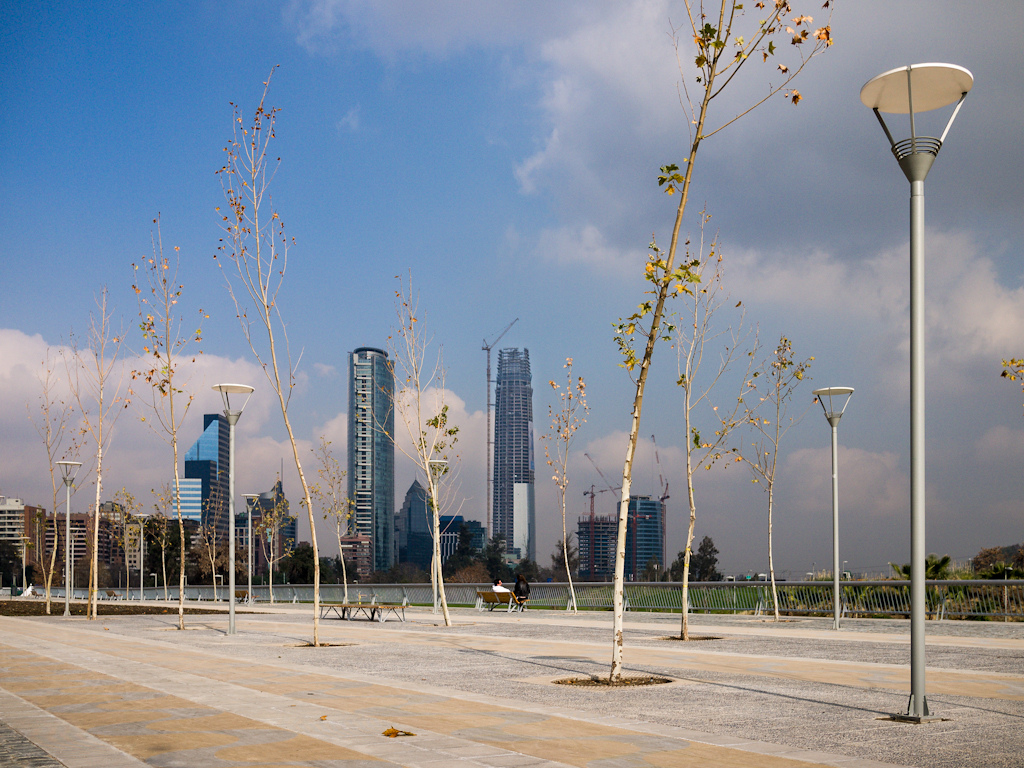
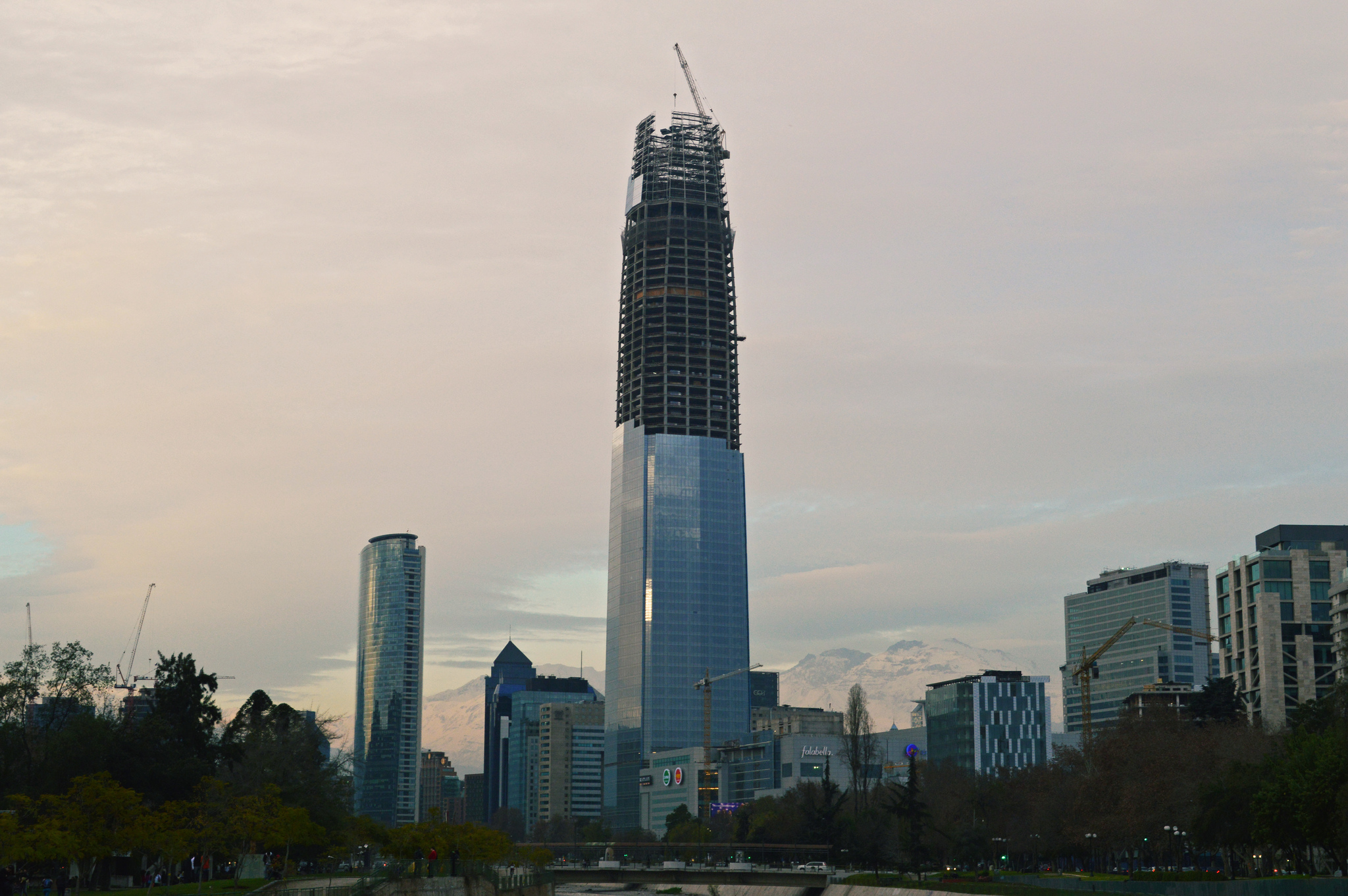
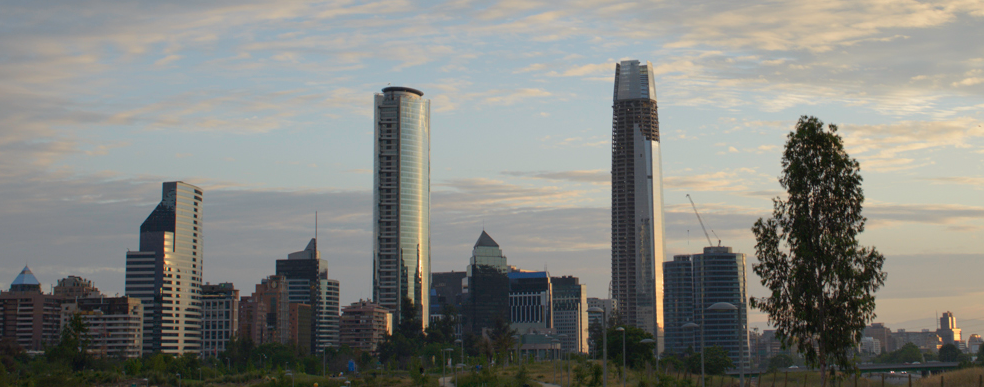
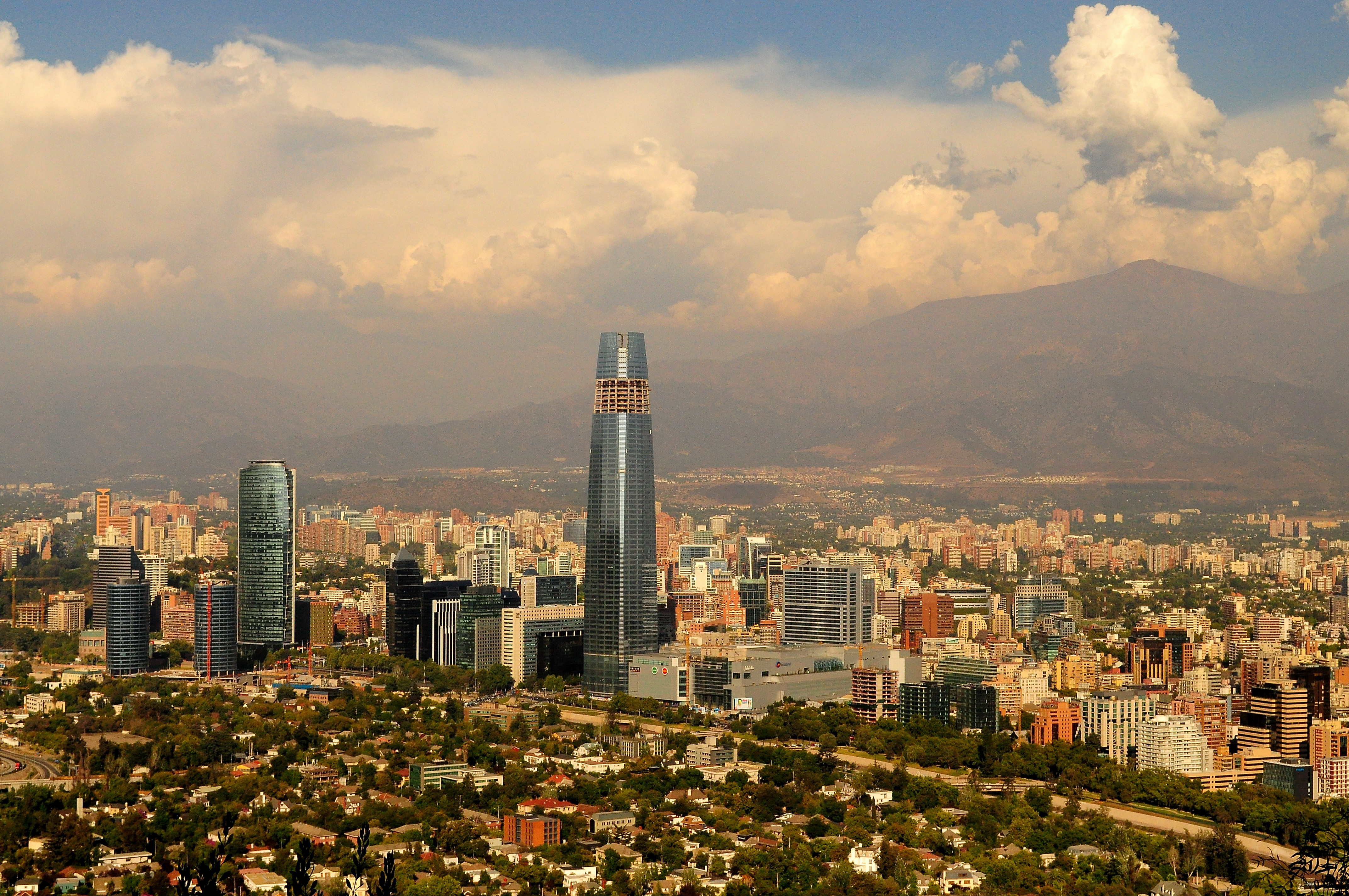
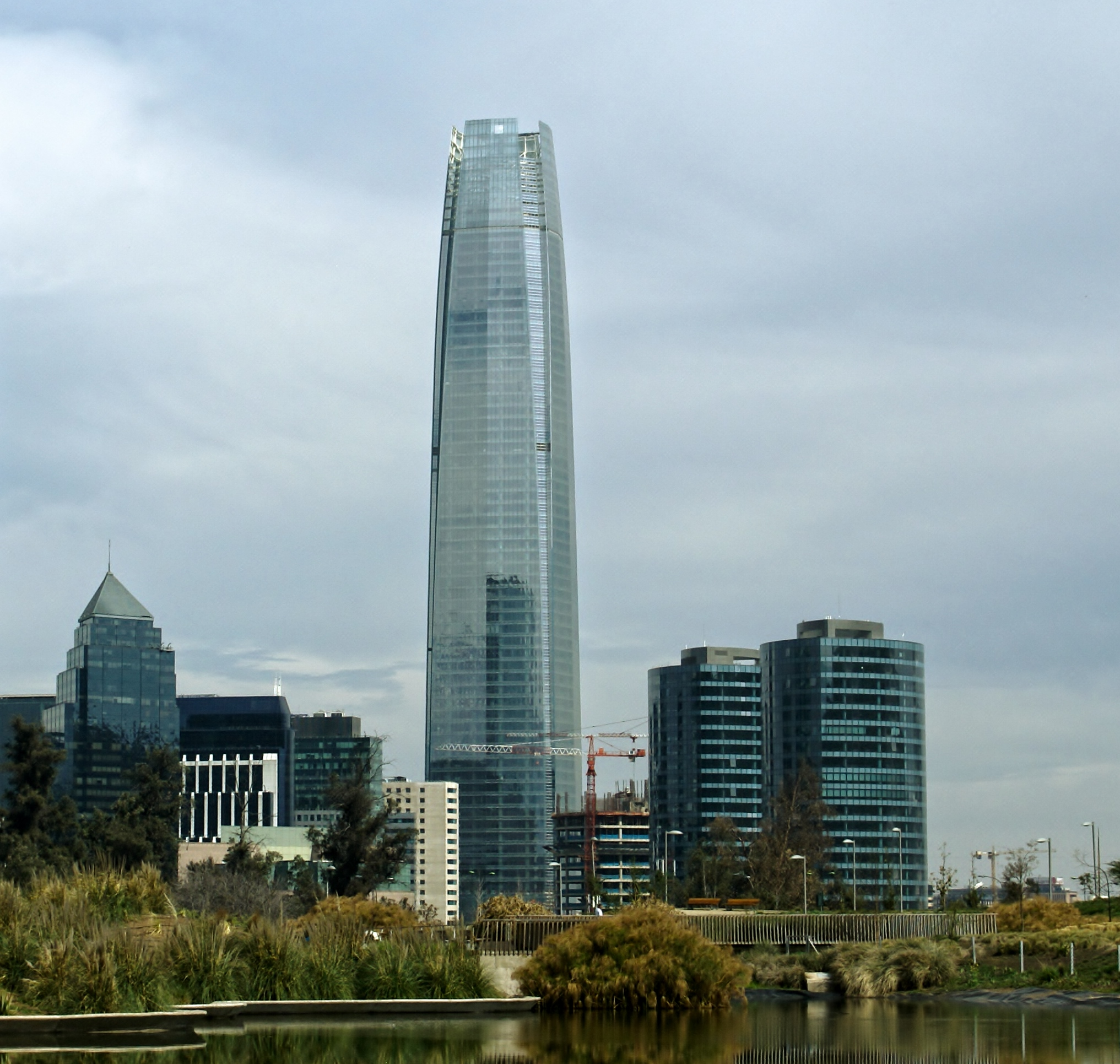
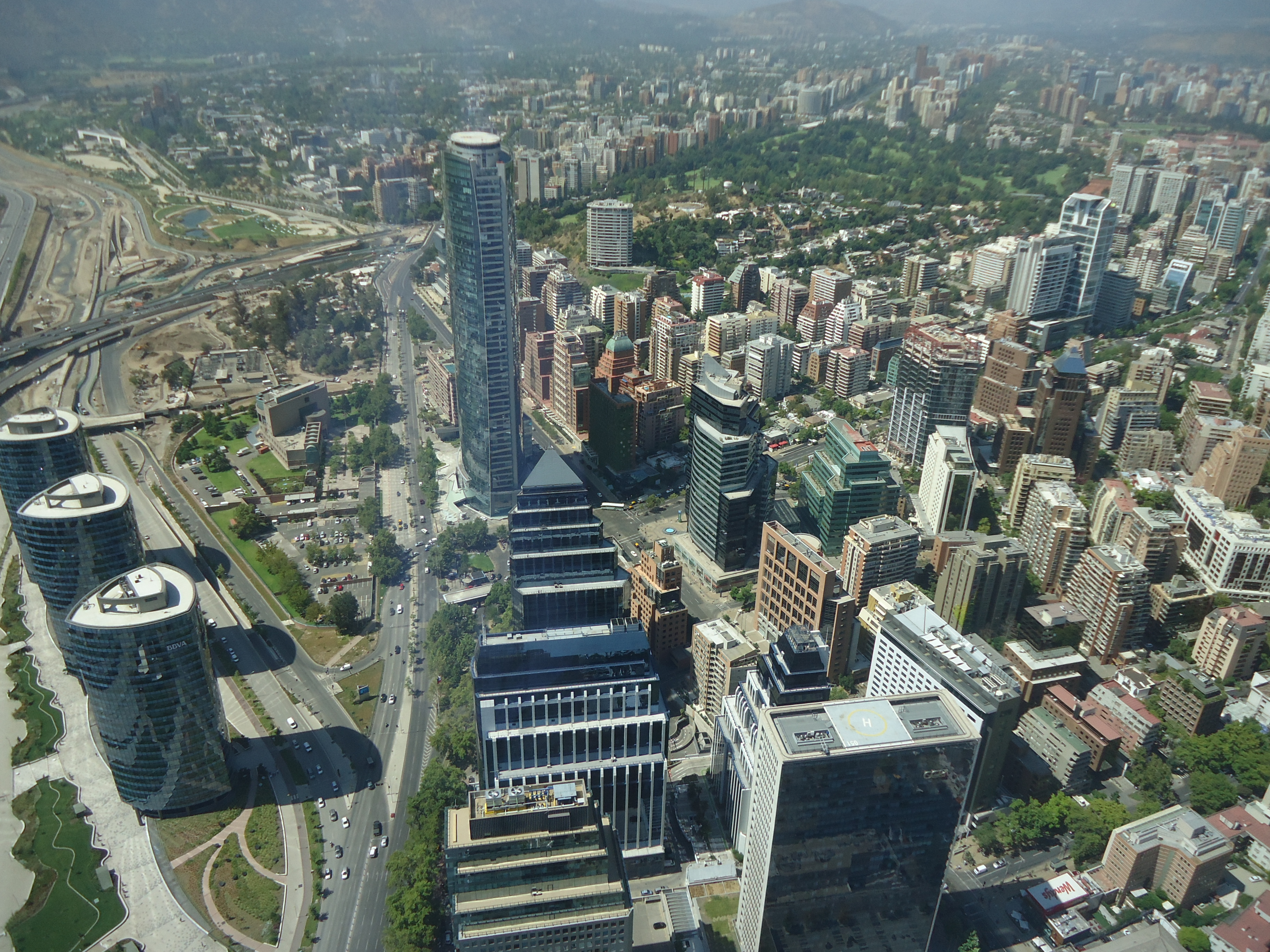